# Anoeciidae
Anoeciidae é uma família de insectos da ordem Hemiptera, da superfamília Aphidoidea (onde se encontra a maior parte dos afídios). Nas taxonomia em que superfamília dos Aphidoidea é dividida nas famílias Aphididae, Adelgidae e Phylloxeridae, este grupo passa a ser uma subfamília dos Aphididae, sob a designação de Anoeciinae É constituído por dois géneros biológicos que podem não estar relacionados, podendo constituir grupos polifiléticos, até porque têm grandes diferenças ao nível alimentar, reprodutivo e morfológico. É interessante verificar que os taxonomistas decidiram que os dois géneros constituintes são, graficamente, simétricos, formando um palíndromo.